# ミストラル (ミサイル)
ミストラル（フランス語: Missile transportable antiaérien léger, MISTRAL）は、フランスのマトラ社（現在のMBDA社）製の対空ミサイル。軽量小型で短射程の打ち放し式ミサイルであり、即応性に優れたミサイルである。
マトラ社は、積極的にファミリー展開しており、可搬型のシステム（MANPADS）を基本として、車載型の近距離防空ミサイル、艦載型の近接防空ミサイル、ヘリコプター搭載の近距離空対空ミサイルまで幾つかの型式が作られている。

## 開発に至る経緯
1977年、フランス統合参謀本部と装備総局（DGA）は、3軍共通の近距離防空システムの要求事項を作成するための技術グループを発足させた。当初は銃砲も俎上に載せられていたが、1979年までに、第3世代の対空ミサイルの開発に絞り込まれ、SATCP（sol-air très courte portée: 近距離地対空誘導弾）計画として知られるようになっており、DGAのミサイル担当部局（Direction des Engins）によって開発計画が作成された。
1980年3月、5つの事業体からの提案の審査が開始され、まもなく、マトラ社とアエロスパシアル社、トムソン・ブラント社の3社に絞り込まれた。9月にはマトラ社が開発・製造契約を獲得したことが発表され、12月1日、同社を主契約者、誘導部を担当するSAT社、ロケットモーターを担当するSEP社とその推進薬を担当するSNPE社、熱電池を担当するSAFT社と弾頭部などを担当するマニューリン社を副契約者として、MANPADS型の開発契約が締結された。
1983年より試射が開始され、1988年3月までに予定通り37回の発射を完了したが、この頃までにこのミサイルは「ミストラル」と称されるようになっていた。試射のうち1回は、接近してくるCT.20ターゲット・ドローンに対して5キロの距離で直撃を記録している。1988年後半より、陸軍・空軍に対して量産型システムの引き渡しが開始された。なおこれらのシステムで使われるミサイル本体としては、初期型のミストラル1の生産は15,000発で終了し、2000年からは改良型のミストラル2へと移行している。

## 設計

### ミサイル
ミストラルの誘導装置はマジック2のものの派生型であり、冷却措置を導入した2波長センサを用いた赤外線誘導方式を採用している。電子光学センサーは複数素子の構成で、フレアなどの影響を低減するために視野（FOV）は狭められているものの、軸線から38度まで傾けることができる。マジック2のものよりも感度が向上しており、アフターバーナーを使用していないジェット機なら6,000メートル、赤外線排出抑制装置を装着した小型ヘリコプターであっても4,000メートル以上の距離から捕捉可能とされている。またエンジンからの排気（プルーム）を検知することで、目標の前方象限からの交戦も可能となっている。光学センサーは透明なフッ化マグネシウム製のピラミッド型カバーで覆われている。
推進装置としてはダブルベース推進薬を用いた2段式の固体燃料ロケットを用いており、まずブースタによってミサイルを40メートル毎秒まで加速して発射筒から射出、15メートル飛翔したところでサステナが点火し、2.5秒間の燃焼によって、マッハ2.6の速力を発揮できる。マトラ社は「肩撃ち式として初めてマッハ2.5以上を発揮できるミサイル」と標榜した。最長飛翔時間は12秒である。操舵は前翼によって行われ、終末航程では7－8Gでの機動も可能とされている。
重量2.95キロの破片効果弾頭を搭載しており、1キロの炸薬とタングステン製の弾子を備えている。信管としては直撃のほかレーザー近接信管を備えている。
なおミストラル2では、操舵翼・後翼の設計を改訂するとともに赤外線誘導装置やブースタも更新されている。そしてミストラル3では赤外線画像誘導方式が導入された。2020年代には脅威の多様化に伴う有人航空機以外への対応を進めており、2024年7月にはミストラル3がシャヘド型ドローンへの射撃試験を成功させ、2025年7月には改良モデルが高速水上艇への射撃試験を成功させている。

### 発射装置

#### 地対空型
基本となる可搬式の発射装置は、ミサイルの発射筒と三脚式のスタンド、発射前用電子機器、昼間用照準器および電池・冷媒供給ユニットから構成される。移動時には、各種機器を装着したペデスタルマウントからキャニスターに封入されたミサイルを取り外すことで、それぞれ重量20キロ以下に抑えることができ、人力で担送することができる。60秒以内にシステムを組み上げて射撃準備姿勢に移行することができる。ただし、電池・冷媒供給ユニットを発射筒に組み付けたのち、一度これらの供給を開始してシーカーを活性化すると、45秒の作動時間ののちにはこれらを交換する必要がある。
フランス陸軍のSATCP射撃小隊（sections de tir SATCP）には、6基の発射機とともに、指揮・統制と索敵手段を提供するためのサマンサ警戒システムが配備された。サマンサ警戒システムは、ストラテジーム情報処理装置、PR4G戦術無線通信機、そしてTRS-2630Pグリフォン対空捜索レーダーによって構成されている。
サマンサの原型となったミゲル防空システムは4基までのASPIC自走発射機を統制することも可能で、このASPIC自走発射機はフランス空軍に採用された。一方、陸軍は自走発射機としてはPAMELA（Plate forme d’Adaptation MISTRAL Équipée Légère et Aérotransportable）を採用したほか、後に空軍のASPICの一部を譲り受け、空挺部隊・海外派遣用のVIPAIR（Véhicule d’Intervention et de Projection Air）として配備した。

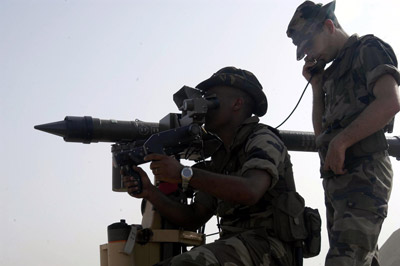
可搬式の発射装置
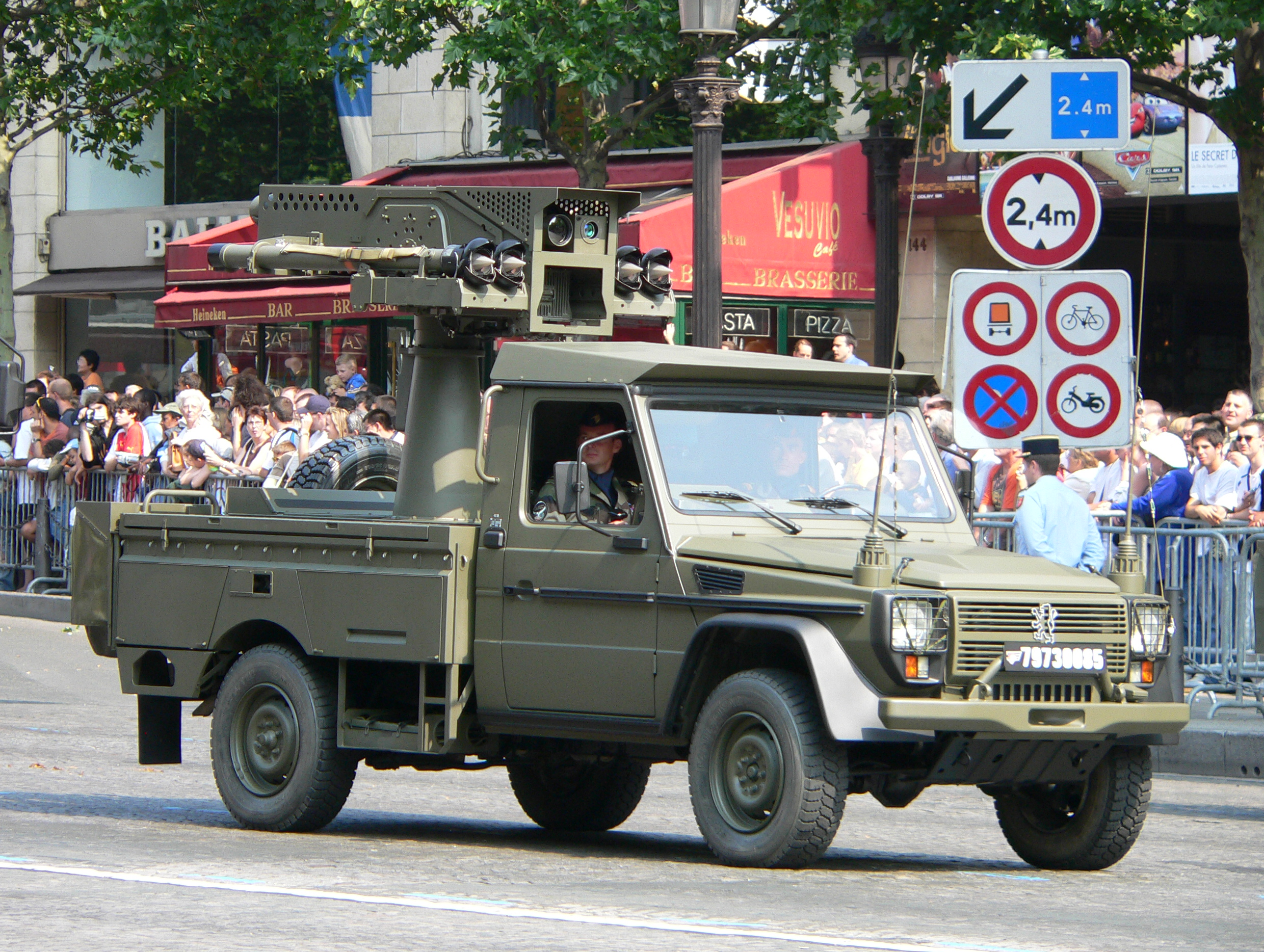
プジョー・P4をベースとする4連装式のASPIC発射機

#### 艦対空型
地対空型から少し遅れて艦対空型の開発も進められており、1986年からはSADRAL、また1989年からはSIMBAD発射機の洋上試験が開始された。1992年には、フランス海軍の全ての水上戦闘艦にミストラルを搭載する方針が発表された。
SADRAL（Système d'Auto-Défense Raprochée Anti-aérienne Léger）は遠隔操作型の6連装発射機で、小型艦艇の主たる対空兵器や大型艦の近接防空用として配備される。マウントは2軸安定化されており、甲板上に配置される部分の重量は1,080 kgで、甲板下のコンソール（280 kg）からサーボ・コントロール・ユニット（410 kg）で制御される。マウントは目標捕捉用のテレビカメラを備え、フランス海軍では後にFLIRに換装した。発射前の給電は発射機側から行うほか、冷媒の供給用としてアルゴンのボトルもミサイルに接続する。
SIMBAD（Système Integré de Mistral Bitube d'Auto-Défense）は20mm機関砲のペデスタルマウントを改設計した手動操作型の連装発射機で、20mm機関砲の代替にあたる簡易的な対空兵器として配備される。装填状態での重量は250 kgで、電力や冷媒の供給は、可搬式の装置と同様に取外し可能なユニットによって行う。なお、派生型として遠隔式のSIMBAD-RCや、RCを4連装化したSIMBAD-RC 4も存在する。
このほか、4連装・遠隔式のテトラル（TETRAL）や、25/30mm機関砲を含む3連装発射機であるシグマ（SIGMA）もラインナップされた。

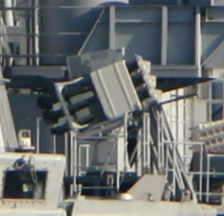
SADRAL発射機
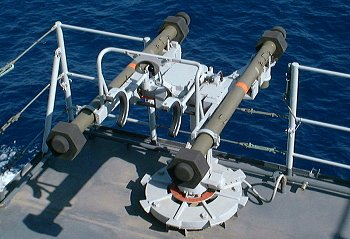
SIMBAD発射機

#### 空対空型

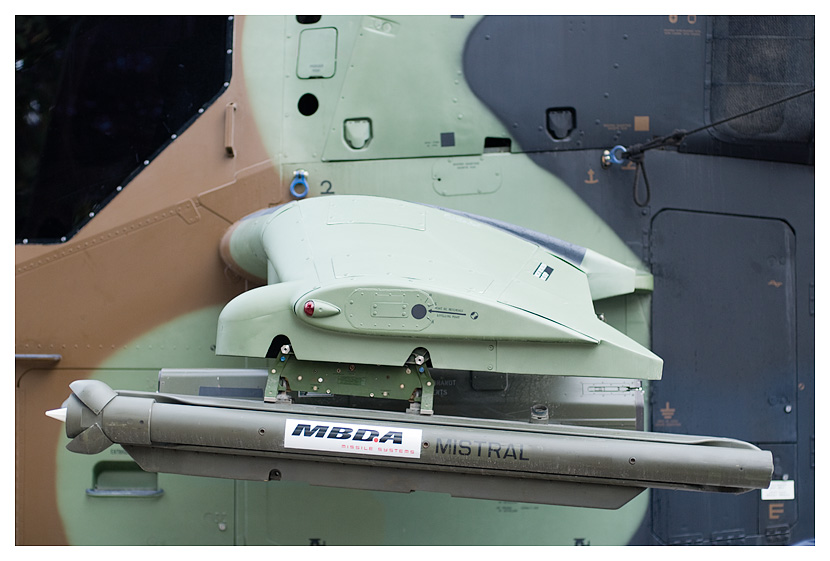
空対空型

ヘリコプター用の空対空ミサイルとして、AATCP（Air-air très courte portée: 近距離空対空誘導弾）も開発された。これはパイロンを介して重量70キロの連装発射機を搭載するとともに、アビオニクスにも追加回路を組み込み、安定化した照準器またはヘルメットマウントサイトを用いて照準するものであった。フランス陸軍はガゼル・ヘリコプターへの搭載用として1992年からまず30セットを購入する予定だったが、1991年の湾岸戦争を受けて購入は前倒しされ、サウジアラビアに展開した緊急展開部隊（FAR）に先行配備された。

## 採用国
- オーストリア
  - オーストリア空軍 - 2023年時点で、地対空型を保有[11]。
- ブラジル
  - ブラジル海兵隊 - 2025年時点で、地対空型を保有[12]。
- キプロス
  - キプロス国家守備隊 - 2023年時点で、地対空型を保有[13]。
- フランス
  - フランス陸軍 - 2023年時点で、地対空型を保有[14]。
- ジョージア
  - ジョージア陸軍 - 2024年時点で、地対空型（ミストラル2）を保有[15]。
- オマーン
  - オマーン陸軍 - 2023年時点で、地対空型を保有している[16]。
- カタール
  - カタール海軍 - 2023年時点で、艦対空型（バルザン級ミサイル艇）を保有[17]。
  - カタール空軍 - 2023年時点で、地対空型を保有[17]。
- シンガポール
  - シンガポール海軍 - 2023年時点で、艦対空型（エンデュアランス級揚陸艦）を保有[18]。
  - シンガポール空軍 - 2023年時点で、地対空型を保有[18]。
- トルクメニスタン
  - トルクメニスタン陸軍 - 2023年時点で、地対空型を保有[19]。